# Lawelu
Lawelu is een bestuurslaag in het regentschap Nias Barat van de provincie Noord-Sumatra, Indonesië. Lawelu telt 1913 inwoners (volkstelling 2010).